# 마쓰사카규

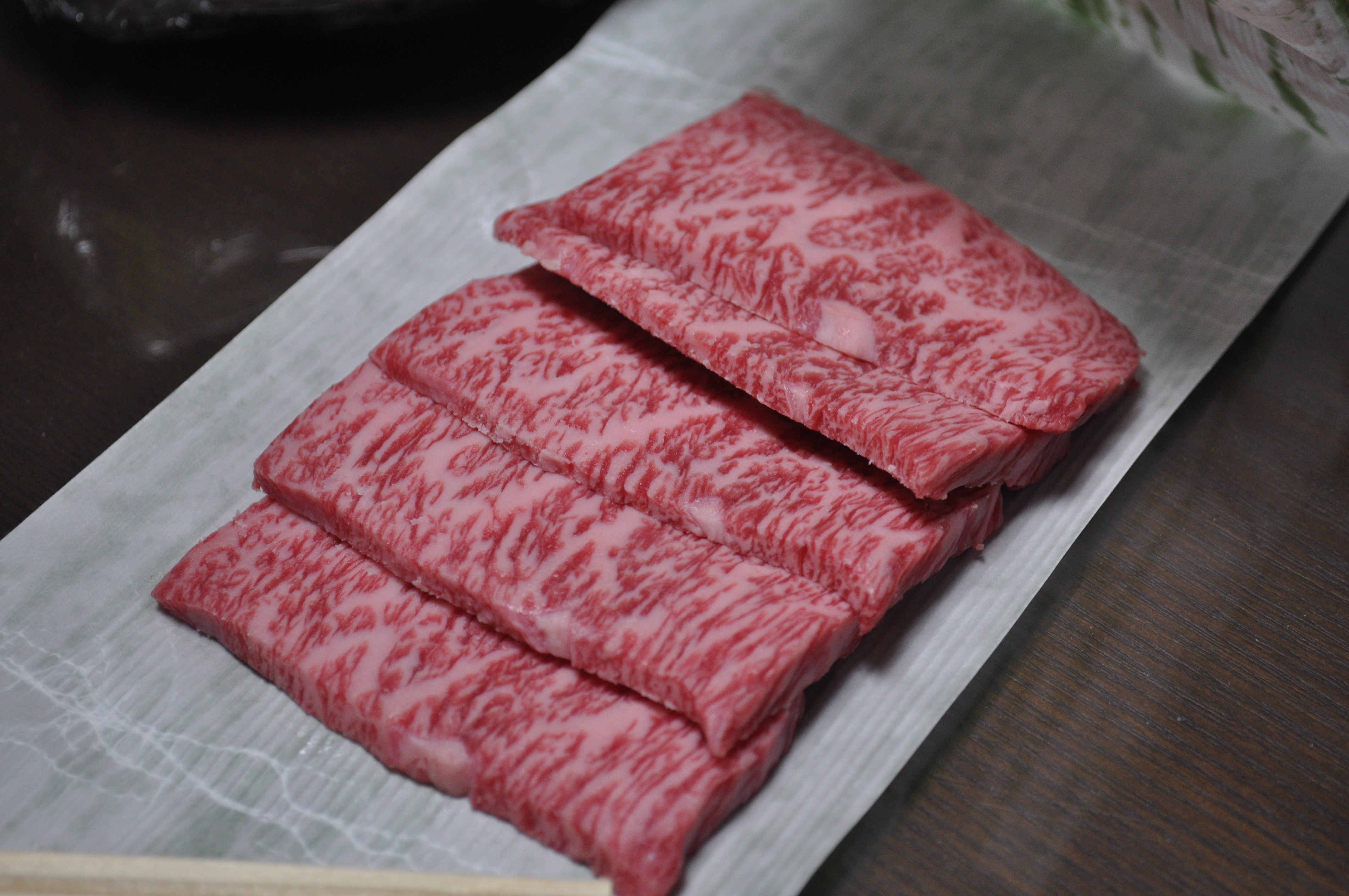

마쓰사카규(松阪牛)는 일본 미에현 마쓰사카시 지역의 엄격한 조건 하에 사육된 흑모화우의 고기이다. 지방과 고기의 비율이 높다. 일본 내에서 마쓰사카는 3대 산다이 와규, 즉 "3대 쇠고기" 중 하나이며, 나머지는 고베 비프, 오미 비프 또는 요네자와 비프이다. 마쓰사카규를 위해 매년 약 2,500마리의 소가 도살된다. 고기는 높은 가격을 요구한다.

## 역사
19세기 이전에는 쇠고기가 일반적으로 일본의 평균 식단에 포함되지 않았다. 미에현의 농부들은 농업 작업을 위해 더 작고 더 근육질인 암소를 키웠다. 서양인들이 그들에게 쇠고기를 먹게 되자 농부들은 인간이 소비하기에 더 유리한 특성을 갖도록 소를 키우기 시작했다. 1938년에 "전국 쇠고기 박람회"에서 마쓰사카에게 명예훈장을 수여했다. 이 상은 마쓰사카를 더욱 유명하게 만드는 데 도움이 되었다. 이 쇠고기는 마블링 (축산), 풍부한 맛, 부드러움으로 유명해졌다.